# Plurien
Plurien (en bretó Plurien, gal·ló Pluriaen) és un municipi francès, situat a la regió de Bretanya, al departament de Costes del Nord. L'any 2006 tenia 1.364 habitants.

## Demografia
| 1962                                       | 1968 | 1975 | 1982 | 1990 | 1999 |
| ------------------------------------------ | ---- | ---- | ---- | ---- | ---- |
| 1241                                       | 1263 | 1350 | 1309 | 1289 | 1235 |
| Des de 1962: població sense dobles comptes |      |      |      |      |      |

## Administració
| Període   | Identitat          | Partit |
| --------- | ------------------ | ------ |
| 2001-2008 | Maryvonne Esnault  |        |
| 2008-     | Jean-Michel Logéat |        |